# サゴヤシ学会
サゴヤシ学会（サゴヤシがっかい、英名 The Society of Sago Palm Studies）は、サゴヤシの研究発展・利用拡大を目的として1992年に発足した学会。
事務局を東京都小金井市中町にある東京農工大学大学院生物システム応用科学府に置いている。
　

## 活動内容
- 会誌の発行、定期講演会の開催、国際サゴヤシシンポジウム[4]

## 会誌
- 『SAGO PALM』